# Кларк, Кейтлин
Кейтлин Кларк (англ. Caitlin Clark; род. 22 января 2002, Де-Мойн, Айова) — американская баскетболистка, защитник. Выбрана под общим 1-м номером в драфте ВНБА 2024 года клубом «Индиана Фивер». Двукратная чемпионка мира среди девушек (до 19 лет). Абсолютная рекордсменка NCAA по количеству набранных очков (среди девушек и юношей) за карьеру, рекордсменка среди девушек по количеству очков за сезон, двукратная вице-чемпионка NCAA (2023, 2024) с командой «Айова Хокайз», многократная обладательница всех главных призов студенческого баскетбола в США, спортсменка года по версии «Ассошиэйтед Пресс» (2024).

## Детство и студенческая карьера
Родилась в 2002 году в Де-Мойне (Айова), вторая из трёх детей в семье Брента Кларка и Энн Низзи-Кларк. Спорт занимал важное место в жизни Кларков: Брент Кларк играл в баскетбол и бейсбол во время учёбы в колледже, а старший брат Кейтлин, Блейк, выиграл два школьных чемпионата штата по футболу и позже выступал в сборной Университета штата Айова. В детстве интересовалась разными видами спорта, но постепенно сосредоточилась на баскетболе, способности к которому демонстрировала уже в пять лет.
Обратила на себя внимание как баскетболистка в старших классах католической школы Доулинг в Де-Мойне. В 2019 году, во время учёбы в предпоследнем классе, набрала в одной из игр 60 очков. В том же году выиграла со сборной девушек США (до 19 лет) чемпионат мира. К моменту окончания школы была одной из лидеров среди девушек по набранным очкам за всю историю штата (2547 очков). В год окончания школы была признана «Мисс баскетбол Айовы».

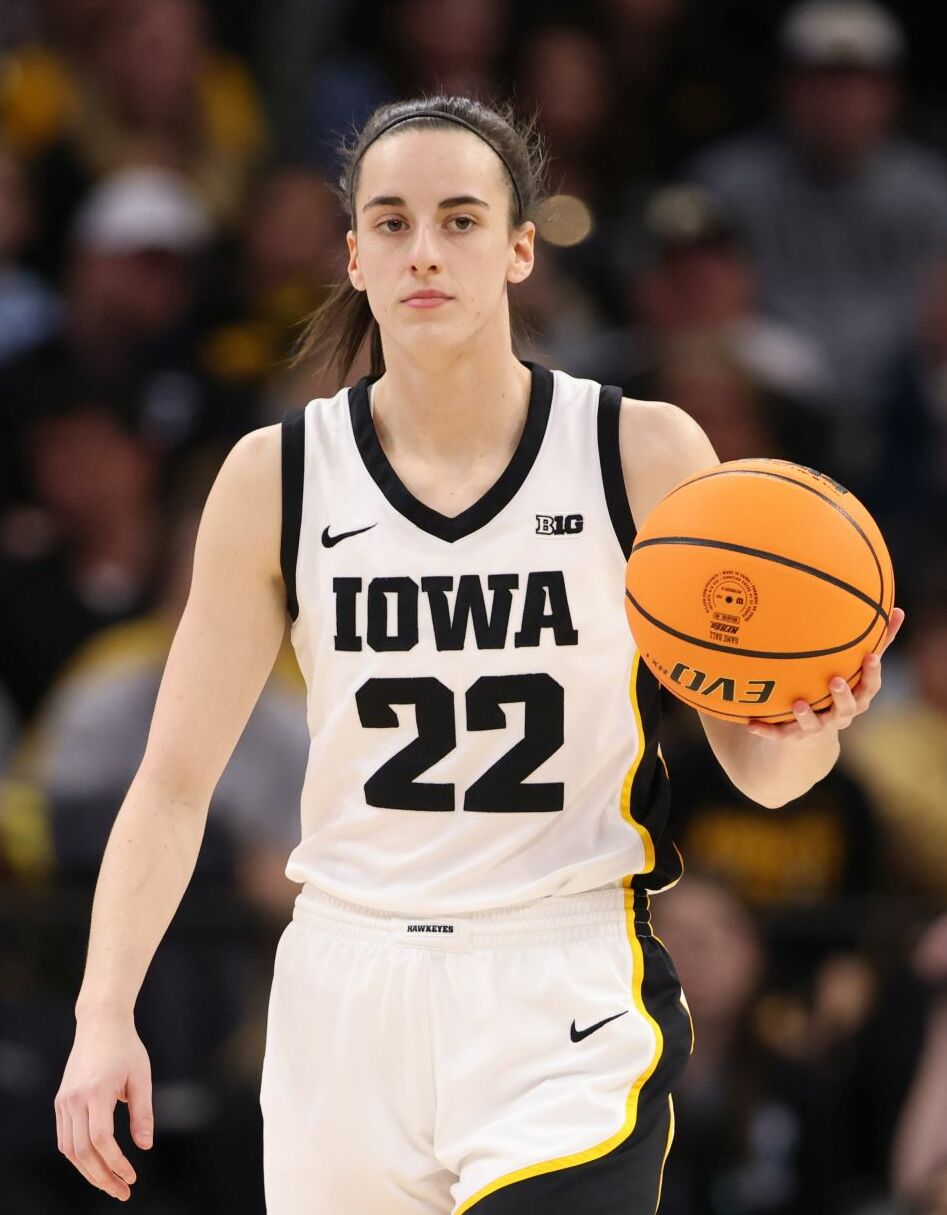
В составе «Айовы» в марте 2023 года

В первый год учёбы в Айовском университете (2020/2021) набирала в составе сборной вуза в среднем 26,6 очка и 7,1 подбора за матч и была признана первокурсницей года в конференции Big Ten. В 2021 году вторично завоевала со сборной США золото чемпионата мира среди девушек (до 19 лет), где была признана самым полезным игроком турнира. В третий и четвёртый годы учёбы была лидером женского студенческого баскетбола в США, завоевав по два раза основные награды в этой категории: признавалась баскетболисткой года среди студентов по версии Associated Press, приза Нейсмита лучшему баскетболисту года среди студентов, приза имени Джона Вудена, приза имени Маргарет Уэйд и приза Хонды в женском баскетболе. По два раза завоёвывала национальные призы спортсменкам-любительницам во всех видах спорта — приза Джеймса Салливана (первая двукратная обладательница трофея за его 94-летнюю историю) и студенческий Кубок Хонды-Бродерика (четвёртая двукратная обладательница). Она также три раза становилась самым ценным игроком конференции Big Ten. В 2023 и 2024 годах Кларк дважды выводила Айовский университет в финал национального чемпионата NCAA, но там её команда оба раза проиграла — сначала девушкам из Университета штата Луизиана, а затем соперницам из Южно-Каролинского университета, не потерпевшим ни одного поражения за весь сезон.
В последний год занятий в университете на играх с участием Кларк, как в Айове, так и на выезде, был постоянный аншлаг, в социальной сети Instagram её записи отслеживал миллион пользователей. 15 февраля 2024 года она побила принадлежавший Келси Плам рекорд результативности за университетскую карьеру (3527 очков) и установила новый рекорд своего вуза по результативности за одну игру (49 очков). 3 марта Кларк стала абсолютным лидером NCAA по результативности, когда побила мужской рекорд, принадлежавший Питу Маравичу. Позже, в начале плей-офф, она также установила новый рекорд NCAA по результативности за один сезон. К моменту завершения вузовской карьеры она была обладательницей рекордов плей-офф I дивизиона NCAA по очкам (491) и результативным передачам (152). Четвертьфинальный матч серии плей-офф 2024 года между её командой и сборной Университета штата Луизиана собрал телевизионную аудиторию, оцениваемую в 12,3 млн зрителей — больше, чем за год до этого в среднем собирали игры финальной серии НБА. Шакил О’Нил, член Зала славы баскетбола и комментатор канала TNT, назвал Кларк лучшим игроком в истории женского студенческого баскетбола.

## Профессиональная карьера
В драфте ВНБА 2024 года выбрана под общим первым номером клубом «Индиана Фивер». Первый матч за эту команду провела в рамках предсезонных игр против клуба «Даллас Уингз», набрав в дебютной игре 21 очко. На первый предсезонный матч Кларк на домашней площадке «Индианы» (9 мая 2024 года против «Атланта Дрим») собрались свыше 13 тысяч зрителей — в три с лишним раза больше, чем в среднем на матчи «Фивер» в предыдущем регулярном сезоне.

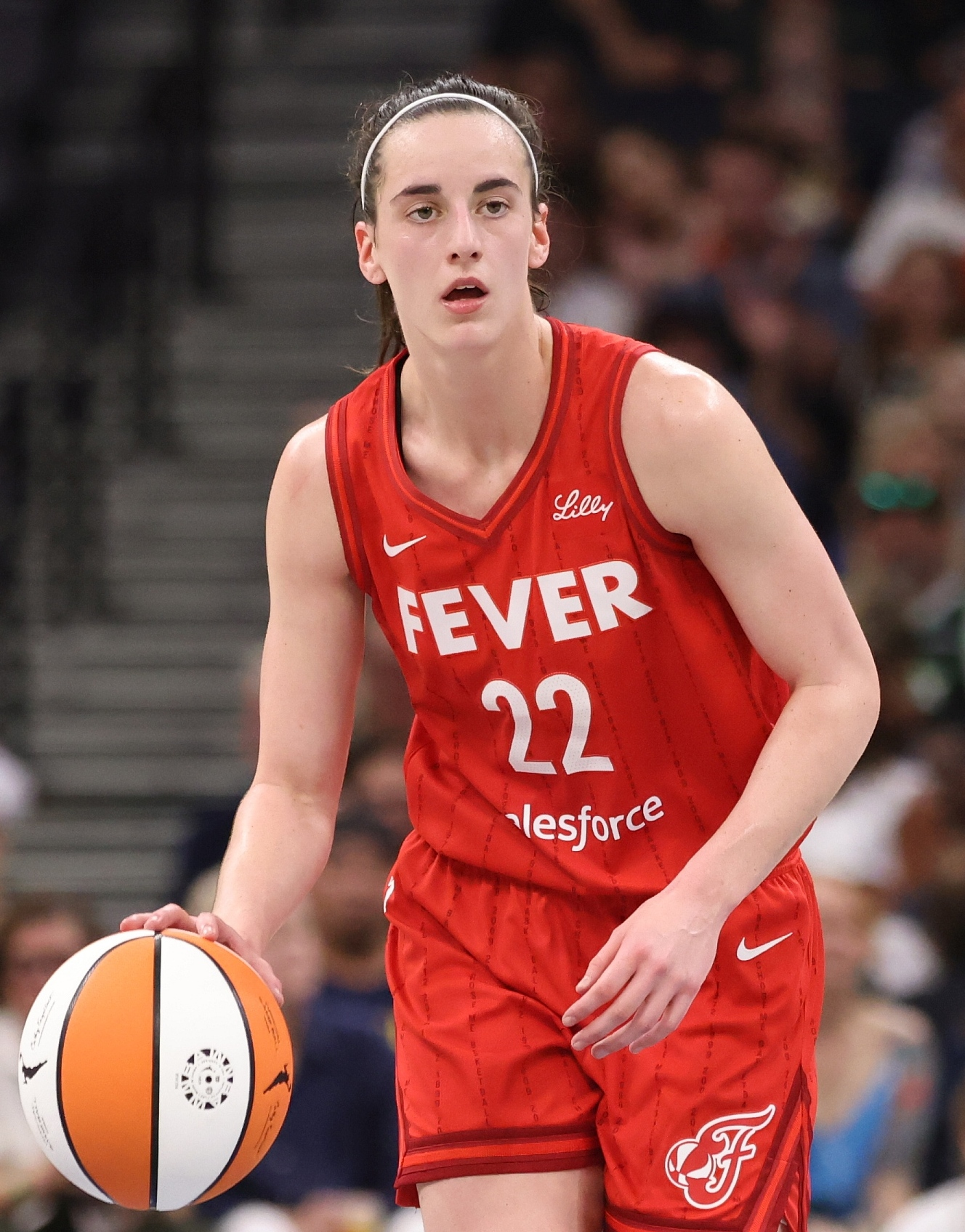
В составе «Индианы» в июле 2024 года

Кларк стала третьей за историю ВНБА баскетболисткой, за первые 6 игр в лиге набравшей больше 100 очков, 30 подборов и 30 передач (после Кэндис Паркер и Сабрины Ионеску), а также третьей, кто за первые 10 игр набрала больше 150 очков, 50 подборов и 50 передач (после Пенни Тейлор и Линдсей Уэйлен). Она также быстрее всех в истории НБА (после 15 первых игр в лиге) достигла суммарного результата в 200 очков, 75 подборов и 75 результативных передач, а после 19 — также первой в лиге, на 3 игры быстрей предыдущих рекордсменок Андреа Стинсон и Шеннон Джонсон, — рубежа в 300 очков, 100 подборов и 100 передач. В своём 24-м матче достигла рубежа в 400 очков, 100 подборов и 150 передач — результат, которого до Кларк никто из новичков лиги не достиг в свой дебютный сезон. В июле в победном матче против лидирующих в лиге «Нью-Йорк Либерти» Кларк стала первым в истории ВНБА новичком, сделавшим трипл-дабл (19 очков, 13 результативных передач и 12 подборов за матч). Это был также первый трипл-дабл в клубной истории «Индианы». Позже в игре с «Даллас Уингз» установила новый рекорд лиги по передачам за один матч (19), улучшив предыдущее достижение, установленное в 2020 году Кортни Вандерслут. В 31-й игре сезона побила рекорд результативных трёхочковых бросков среди новичков ВНБА, установленный за два года до этого Райн Ховард, а ближе к концу сезона превзошла последовательно абсолютный рекорд лиги по количеству передач (316), принадлежавший Алиссе Томас, и рекорд по очкам за дебютный сезон (744), установленный ещё в 2006 году Сеймон Огастус. Кларк также закончила регулярный сезон со вторым количеством трёхочковых бросков за историю лиги (122), а «Индиана» впервые с 2016 года не завершила сезон с отрицательным балансом побед и поражений и, также впервые с 2016 года, вышла в плей-офф (20 побед при 20 поражениях, общее 6-е место в лиге). По окончании сезона защитница «Фивер» не только была почти единогласно признана новичком сезона ВНБА, но и вошла в первую символическую сборную лиги по версии «Ассошиэйтед Пресс» и по голосованию национального жюри журналистов и заняла четвёртое место в голосовании по кандидатам на звание самого ценного игрока.
По ходу сезона Кларк была также выбрана в стартовую пятёрку матча всех звёзд ВНБА и сделала по ходу игры десять результативных передач — рекорд для дебютантов матчей всех звёзд. В то же время наряду с прочими рекордами молодая разыгрывающая уже за 15 матчей до конца сезона установила также новый рекорд лиги по потерям, как среди новичков, так и среди игроков с любым стажем.
Интерес к играм с участием Кларк в её дебютный год в ВНБА оставался необычайно высоким: первые пять домашних матчей «Фивер» в сезоне 2024 года посетили больше зрителей, чем за все 20 домашних игр за год до этого. Если в 2023 году домашние матчи «Индианы» посещали в среднем 4066 зрителей (11-й показатель из 12 команд лиги), то в 2024 году посещаемость выросла более чем вчетверо, став самой высокой в ВНБА. Игры с участием Кларк и «Индианы» на выезде также были самыми посещаемыми в лиге, собирая почти по 15 тысяч зрителей. Гостевой матч против «Вашингтон Мистикс» 7 июня собрал самую большую аудиторию на играх ВНБА с 2007 года (20 333 зрителя — на 3,5 тысячи больше, чем в среднем на матчах клуба НБА «Вашингтон Уизардс»). В июле был улучшен и этот результат, когда на матче «Лас-Вегас Эйсес» против «Фивер» присутствовали 20 366 зрителей — наибольшее количество за последние 25 лет, а в сентябре в последней игре регулярного сезона «Индиана» побила рекорд посещаемости в одном матче за всю историю ВНБА: на игре «Мистикс» и «Фивер» в Вашингтоне присутствовали 20 711 зрителей. По итогам 2024 года агентство «Ассошиэйтед Пресс» признало Кларк спортсменкой года.
15 июня 2025 года Кларк в первой четверти матча против «Нью-Йорк Либерти» реализовала 3 дальних трехочковых за 43 секунды.

## Игровая статистика

### Колледж
| Сезон                                                                                   | Команда | GP  | GS  | MPG  | FG%  | 3P%  | FT%  | RPG | APG | SPG | BPG | PPG  |  |
| --------------------------------------------------------------------------------------- | ------- | --- | --- | ---- | ---- | ---- | ---- | --- | --- | --- | --- | ---- |  |
| 2020/21                                                                                 | Айова   | 30  | 30  | 33,5 | 47,2 | 40,6 | 85,8 | 5,9 | 7,1 | 1,3 | 0,5 | 26,6 |  |
| 2021/22                                                                                 | Айова   | 32  | 32  | 34,0 | 45,2 | 33,2 | 88,1 | 8,0 | 8,0 | 1,5 | 0,6 | 27,0 |  |
| 2022/23                                                                                 | Айова   | 38  | 38  | 35,8 | 47,3 | 38,9 | 83,9 | 7,1 | 8,6 | 1,5 | 0,5 | 27,8 |  |
| 2023/24                                                                                 | Айова   | 39  | 39  | 34,4 | 60,7 | 37,8 | 86,0 | 7,4 | 8,9 | 1,7 | 0,5 | 31,6 |  |
|                                                                                         | Всего   | 139 | 139 | 34,8 | 46,2 | 37,7 | 85,8 | 7,1 | 8,2 | 1,5 | 0,5 | 28,4 |  |
| Наведите курсор мыши на аббревиатуры в заголовке таблицы, чтобы прочесть их расшифровку |         |     |     |      |      |      |      |     |     |     |     |      |  |

### ВНБА
| Сезон                                                                                    | Команда | Регулярный сезон | Регулярный сезон | Регулярный сезон | Регулярный сезон | Регулярный сезон | Регулярный сезон | Регулярный сезон | Регулярный сезон | Регулярный сезон | Регулярный сезон | Регулярный сезон | Серия плей-офф | Серия плей-офф | Серия плей-офф | Серия плей-офф | Серия плей-офф | Серия плей-офф | Серия плей-офф | Серия плей-офф | Серия плей-офф | Серия плей-офф | Серия плей-офф |
| Сезон                                                                                    | Команда | GP               | GS               | MPG              | FG%              | 3P%              | FT%              | RPG              | APG              | SPG              | BPG              | PPG              | GP             | GS             | MPG            | FG%            | 3P%            | FT%            | RPG            | APG            | SPG            | BPG            | PPG            |
| ---------------------------------------------------------------------------------------- | ------- | ---------------- | ---------------- | ---------------- | ---------------- | ---------------- | ---------------- | ---------------- | ---------------- | ---------------- | ---------------- | ---------------- | -------------- | -------------- | -------------- | -------------- | -------------- | -------------- | -------------- | -------------- | -------------- | -------------- | -------------- |
| 2024                                                                                     | Индиана | 40               | 40               | 35,4             | 41,7             | 34,4             | 90,6             | 5,7              | 8,4              | 1,3              | 0,7              | 19,2             | 2              | 2              | 38,0           | 35,0           | 20,0           | 75,0           | 5,0            | 8,5            | 2,0            | 1,0            | 18,0           |
| Наведите курсор мыши на аббревиатуры в заголовке таблицы, чтобы прочесть их расшифровку. |         |                  |                  |                  |                  |                  |                  |                  |                  |                  |                  |                  |                |                |                |                |                |                |                |                |                |                |                |